# Ergersheim (Niemcy)
Ergersheim – miejscowość i gmina w Niemczech, w kraju związkowym Bawaria, w rejencji Środkowa Frankonia, w regionie Westmittelfranken, w powiecie Neustadt an der Aisch-Bad Windsheim, wchodzi w skład wspólnoty administracyjnej Uffenheim. Leży około 20 km na południowy zachód od Neustadt an der Aisch, przy drodze B13.

## Dzielnice
W skład gminy wchodzą następujące dzielnice: 
- Ergersheim
- Ermetzhofen
- Kellermühle
- Neuherberg
- Obermühle
- Seenheim

## Historia
Pierwsze wzmianki o Ergersheim pochodzą z 25 grudnia 822, z dokumentów księcia Ludwika I Pobożnego.

## Polityka
Rada gminy składa się z 12 członków:
|      | FW | Wspólnota Wyborców gminy Ermetzhofen | Razem     |
| 2002 | 7  | 5                                    | 12 miejsc |